# Litlanesfoss

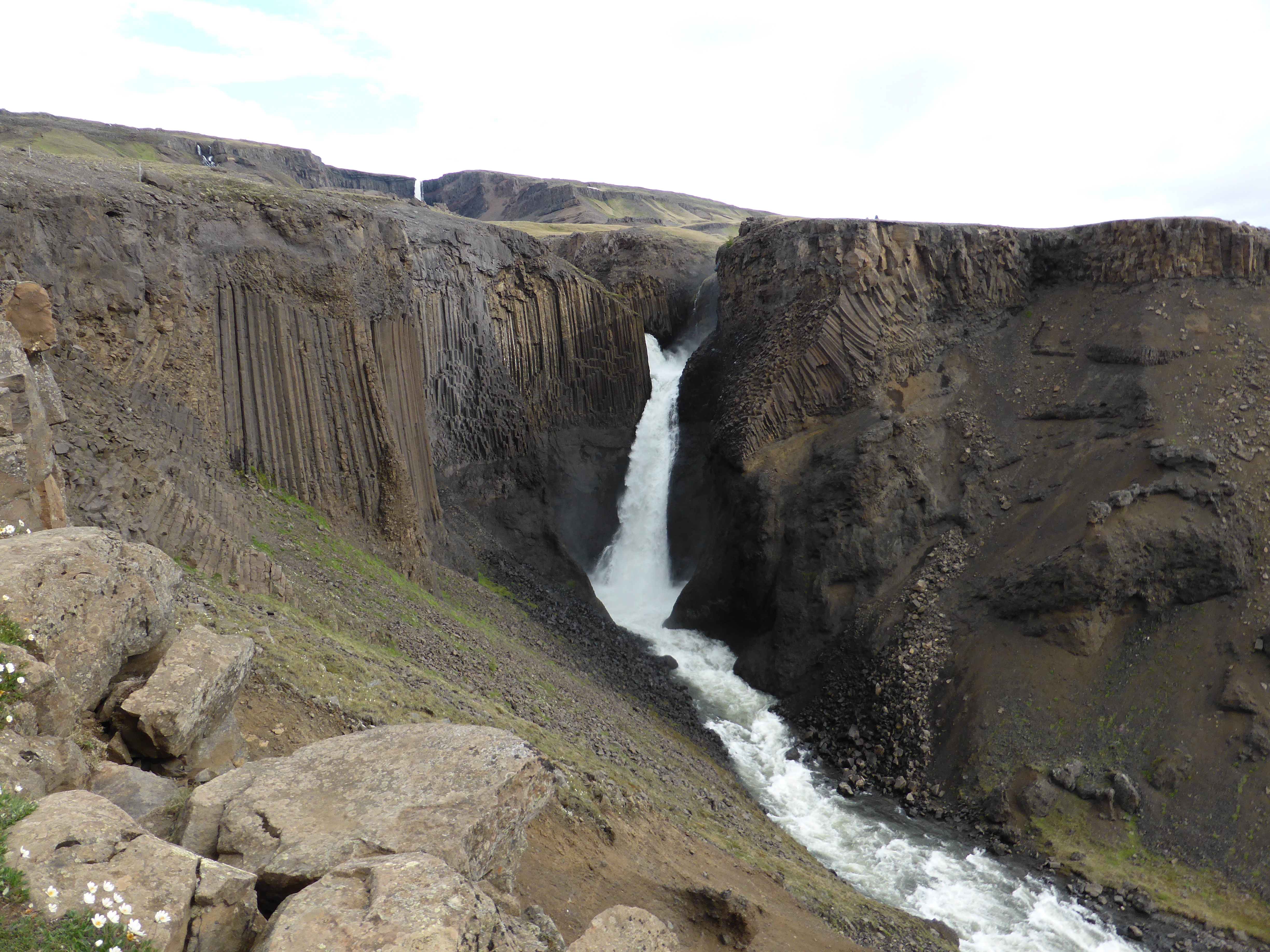

Litlanesfoss – wodospad na rzece Hengifossa około kilometr poniżej Hengifoss – trzeciego co do wysokości wodospadu na Islandii.
Naprzeciw wodospadu znajduje się dobry punkt widokowy. Na otaczających Litlanesfoss bazaltowych kolumnach dobrze widać którędy przebiegały fale stygnącej lawy.
Od leżącego poniżej parkingu prowadzi dość łatwe podejście. Warto odwiedzić również leżący około kilometr dalej Hengifoss.